# Carolin Schmele
Carolin Schmele (* 18. Mai 1990 in Oldenburg) ist eine deutsche Handballspielerin.
Sie begann das Handballspielen bei den Minis des Elsflether TB und blieb dort bis zum Jahre 2004. Danach wechselte sie für zwei Jahre zum TV Hude. 2006 dann besuchte sie für ein Jahr das Sportinternat in Erfurt und spielte dort für den Thüringer HC. Ab der Saison 2007/08 lief die 1,82 m große Rückraumspielerin für den VfL Oldenburg auf. Mit dem VfL gewann sie 2008 den EHF Challenge Cup und 2009 den DHB-Pokal. Im Sommer 2009 wechselte sie zum französischen Erstligisten Metz Handball, um nach zwei Jahren in die Deutsche Bundesliga zur HSG Blomberg-Lippe zurückzukehren. Während der Saison 2011/12 wechselte Carolin Schmele aus Studiengründen zum Bundesligisten DJK/MJC Trier. In der Saison 2013/14 lief sie für den dänischen Erstligisten Vejen EH auf. Daraufhin unterschrieb sie einen Vertrag bei Borussia Dortmund. Nach der Saison 2016/17 verließ sie Dortmund. Nachdem Schmelle anschließend pausierte, wurde sie im November 2017 vom Bundesligisten HSG Bensheim/Auerbach verpflichtet. Dort wurde der Vertrag am 30. Januar 2019 aufgelöst.

## Erfolge
- Deutscher Meister weibliche B-Jugend 2007
- Sieger Jugend trainiert für Olympia 2007
- Challenge Cup Sieger 2008
- Deutscher Pokalsieger 2009
- Französischer Pokalsieger 2010, 2011
- Französischer Meister 2011